# إيرني الكسندر
إيرني الكسندر (بالإنجليزية: Ernie Alexander) هو معلق رياضي وسياسي أمريكي، ولد في 3 مايو 1933 ببورت ألين في الولايات المتحدة، وتوفي في 17 يناير 2012 بلافاييت في الولايات المتحدة. حزبياً، نشط في الحزب الجمهوري. وقد انتخب عضو مجلس نواب لويزيانا.